# 23.º governo republicano (Portugal)

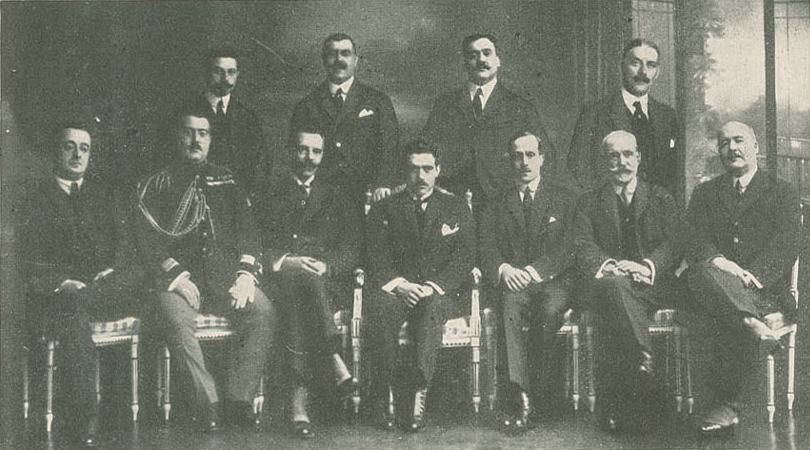
Última fotografia do Ministério reunido, antes da sua exoneração, em Março de 1920.

O 23.º governo da Primeira República Portuguesa, nomeado a 21 de janeiro de 1920 e exonerado a 8 de março do mesmo ano, foi liderado por Domingos Pereira.
A sua constituição era a seguinte:
| Cargo                               | Detentor | Detentor                                          | Período                                       |
| ----------------------------------- | -------- | ------------------------------------------------- | --------------------------------------------- |
| Presidente do Ministério            |          | Domingos Pereira (1882–1956)                      | 21 de janeiro de 1920 a 8 de março de 1920    |
| Ministro do Interior                |          | Domingos Pereira (1882–1956)                      | 21 de janeiro de 1920 a 8 de março de 1920    |
| Ministro da Justiça e dos Cultos    |          | Luís Mesquita de Carvalho (1868–1931)             | 21 de janeiro de 1920 a 8 de março de 1920    |
| Ministro das Finanças               |          | António Joaquim Ferreira da Fonseca (1887–1937)   | 21 de janeiro de 1920 a 8 de março de 1920    |
| Ministro da Guerra                  |          | Hélder Ribeiro (1883–1973)                        | 21 de janeiro de 1920 a 8 de março de 1920    |
| Ministro da Marinha                 |          | Celestino de Almeida (1864–1922)                  | 21 de janeiro de 1920 a 8 de março de 1920    |
| Ministro dos Negócios Estrangeiros  |          | João de Melo Barreto (1873–1935)                  | 21 de janeiro de 1920 a 8 de março de 1920    |
| Ministro do Comércio e Comunicações |          | Jorge de Vasconcelos Nunes (1878–1936)            | 21 de janeiro de 1920 a 8 de março de 1920    |
| Ministro das Colónias               |          | José Barbosa (1869–1923)                          | 21 de janeiro de 1920 a 8 de março de 1920    |
| Ministro das Colónias               |          | Celestino de Almeida (interino) (1864–1922)       | 21 de janeiro de 1920 a 25 de janeiro de 1920 |
| Ministro da Instrução Pública       |          | João de Deus Ramos (1878–1953)                    | 21 de janeiro de 1920 a 8 de março de 1920    |
| Ministro do Trabalho                |          | Amílcar Ramada Curto (1886–1961)                  | 21 de janeiro de 1920 a 8 de março de 1920    |
| Ministro da Agricultura             |          | Álvaro de Lacerda (1877–1943)                     | 21 de janeiro de 1920 a 27 de janeiro de 1920 |
| Ministro da Agricultura             |          | Jorge de Vasconcelos Nunes (interino) (1878–1936) | 23 de janeiro de 1920 a 27 de janeiro de 1920 |
| Ministro da Agricultura             |          | Joaquim Ribeiro (1882–1953)                       | 27 de janeiro de 1920 a 8 de março de 1920    |